# Simona Halep
Simona Halep, född 27 september 1991 i Constanța, är en rumänsk högerhänt professionell tennisspelare. Hon vann två Grand Slam-titlar och var rankad nummer 1 i världen vid flera tillfällen under perioden 2017–2019.

## Tenniskarriären
År 2008 vann Halep juniortiteln i Franska öppna. I OS-tennisturneringen år 2012 förlorade hon i första omgången mot Jaroslava Sjvedova.

### 2013
Den 15 juni 2013 vann Halep sin första WTA-titel i Nürnberg och en vecka senare den andra WTA-titeln i 's-Hertogenbosch. I juli 2013 vann Halep sin tredje WTA-titel efter att ha besegrat Yvonne Meusburger i finalen av Budapest Grand Prix. Den 24 augusti 2013 tog hon sedan sin fjärde WTA-titel i New Haven. Årets femte WTA-titel tog Halep den 20 oktober 2013 i Moskva. Den sjätte WTA-titeln tog hon två veckor senare, den 3 november 2013, i Sofia.

### 2014
I Australiska öppna 2014 förlorade Halep sin kvartsfinal mot Dominika Cibulková. Tack vare kvartsfinalplatsen nådde Halep en placering i topp-10 för första gången. Den 16 februari vann Halep sedan sin sjunde WTA-titel efter att ha besegrat Angelique Kerber i två raka set i finalen i Doha.
Den 7 juni förlorade hon i Franska öppna mot Marija Sjarapova i finalen i en av de tuffaste och bästa finaler någonsin på WTA-touren. I Wimbledonmästerskapen 2014 förlorade Halep sin semifinal mot Eugenie Bouchard. Den åttonde WTA-titeln tog hon den 13 juli i Bukarest efter att ha besegrat Roberta Vinci i finalen. I finalen i WTA-slutspelet 2014 besegrades Halep av världsettan Serena Williams med 6–3, 6–0. I gruppspelet hade Halep överraskande besegrat Williams med 6–0, 6–2.

### 2015
Halep inledde året med en utklassningsseger över Timea Bacsinszky i finalen i Shenzhen med 6–2, 6–2.

### 2019
Halep segrade över Serena Williams i Wimbledonfinalen 13 juli 2019 6–2, 6–2.